# Scarus compressus
Scarus compressus là một loài cá biển thuộc chi Scarus trong họ Cá mó. Loài này được mô tả lần đầu tiên vào năm 1916.

## Từ nguyên
Tính từ định danh của loài trong tiếng Latinh có nghĩa là "bị nén, ép", hàm ý đề cập đến cơ thể dẹt nhiều về hai bên thân.

## Phạm vi phân bố và môi trường sống
S. compressus có phạm vi phân bố ở Đông Thái Bình Dương. Từ vịnh California, loài này được ghi nhận dọc theo đường bờ biển Trung Mỹ trải dài về phía nam đến Ecuador, bao gồm quần đảo Galápagos, và cũng có thể được tìm thấy ở ngoài khơi đảo Cocos gần đó.
Môi trường sống của S. compressus là các rạn san hô viền bờ, đặc biệt là khu vực có nhiều san hô cứng, độ sâu đến ít nhất là 25 m.

## Mô tả
S. compressus có chiều dài cơ thể tối đa được biết đến là 68 cm. Vây đuôi của cá đực lõm sâu hơn ở cá cái, tạo thành hình lưỡi liềm. Cá đực và cá cái thường có răng nanh ở phía sau phiến răng của hàm trên.
Cá cái và cá đực còn nhỏ có đầu và thân trước là màu nâu, chuyển dần sang màu xanh lục lam ở nửa thân sau (cá con không có màu xanh này). Quanh mắt có các vệt màu nâu sẫm. Hai bên thân thường có các vệt sọc mờ màu xám. Cá đực trưởng thành có bướu hơi nhô ở đầu, cớ thể màu xanh lục lam, vảy có viền màu cam. Mắt được bao quanh bởi các vệt màu xanh lục. Vây lưng và vây hậu môn cùng hai thùy đuôi có dải viền xanh lam.
Số gai vây lưng: 9; Số tia vây ở vây lưng: 10; Số gai vây hậu môn: 3; Số tia vây ở vây hậu môn: 9; Số tia vây ở vây ngực: 13–14.

## Sinh thái học
Thức ăn của S. compressus chủ yếu là tảo. Loài này kiếm ăn bằng cách dùng phiến răng cạo tảo bám trên đá và san hô.